# 2011–2012-es magyar női labdarúgó-bajnokság (másodosztály)
A magyar női labdarúgó-bajnokság másodosztályában 2011–2012-ben kilenc csapat küzdött a bajnoki címért. A bajnoki címet a Hegyvidék SE szerezte meg és jutott az NB I-be.

## Végeredmény
| #   | Csapat                   | M  | GY | D | V  | G+ – G– | GK  | P  | Megjegyzések |
| --- | ------------------------ | -- | -- | - | -- | ------- | --- | -- | ------------ |
| 1.  | Hegyvidék SE             | 18 | 16 | 1 | 1  | 82–20   | +62 | 49 | NB I         |
| 2.  | Pécsváradi SE            | 18 | 12 | 3 | 3  | 66–23   | +43 | 39 | Osztályozó   |
| 3.  | Metis NFC                | 18 | 10 | 1 | 7  | 46–42   | +4  | 31 |              |
| 4.  | Pécsi VSK                | 18 | 9  | 3 | 6  | 45–35   | +10 | 30 |              |
| 5.  | Veszprém                 | 18 | 8  | 3 | 7  | 49–40   | +9  | 27 |              |
| 6.  | Soproni FAC              | 18 | 7  | 2 | 9  | 49–58   | −9  | 23 |              |
| 7.  | Nagykanizsai TE 1866 MÁV | 18 | 6  | 4 | 8  | 24–25   | −1  | 22 |              |
| 8.  | Dorogi Egyetértés SE     | 18 | 3  | 3 | 12 | 18–46   | −28 | 12 |              |
| 9.  | Szigetvári Vasas SC      | 18 | 1  | 1 | 16 | 9–98    | −89 | 4  |              |
| 10. | Ferencvárosi TC II       | 0  | 0  | 0 | 0  | 0–0     | 0   | 0  | törölve      |

## Kereszttáblázat

### Osztályozó
| 2012. június 16. |

| Nyíregyháza SFC    | 2–1               | Pécsváradi SE |
| ------------------ | ----------------- | ------------- |
| Szűcs 10' Tóth 19' | (2–0) Jegyzőkönyv | Pécsi 63'     |

| Nyíregyháza Játékvezető: Nagy Róbert |

| 2012. június 22. |

| Pécsváradi SE | 0–1               | Nyíregyháza SFC |
| ------------- | ----------------- | --------------- |
|               | (0–1) Jegyzőkönyv | Tóth 34'        |

| Pécs Játékvezető: Barna Gábor |

3–1-es összesítéssel a Nyíregyháza SFC bennmaradt az NB I-ben.

## A góllövőlista élmezőnye
| Gól                                | Név               | Csapat             |
| ---------------------------------- | ----------------- | ------------------ |
| 19                                 | Kálmán Hanna      | Hegyvidék SE       |
| 17                                 | Schmidt Lilla     | Pécsváradi SE      |
| 14                                 | Finta Orsolya     | Soproni FAC        |
| 13                                 | Solymos Krisztina | Ferencvárosi TC II |
| 12                                 | Németh Felícia    | Hegyvidék SE       |
| 12                                 | Kaiser Karina     | Pécsváradi SE      |
| Utolsó frissítés: 2012. június 30. |                   |                    |
| Forrás: MLSZ - adatbázis           |                   |                    |